# Classe Invincible (porte-avions)
Pour les autres classes de navires du même nom, voir Classe Invincible.
La classe Invincible était une classe de porte-aéronefs britanniques en service dans la Royal Navy.
Trois navires ont été construits : le HMS Invincible, le HMS Illustrious et le HMS Ark Royal. En tant que plates-formes de lutte anti-sous-marine (ASW) capables de faire face à la menace des sous-marins soviétiques de la guerre froide dans l'Atlantique Nord, elles ont initialement embarqué des avions Sea Harrier et des hélicoptères ASW Sea King.
Avec l'annulation du programme de renouvellement des porte-avions dans les années 1960, les trois navires sont devenus les remplaçants des porte-avions HMS Ark Royal et HMS Eagle et des porte-avions légers de la classe Centaur, devenue la seule classe de porte-avions de la Royal Navy des années 1984 à 2011.
Les trois navires ont servi activement pendant plusieurs conflits, notamment dans l'Atlantique Sud pendant la guerre des Malouines, dans l'Adriatique pendant la guerre de Bosnie-Herzégovine et au Moyen-Orient lors de l'invasion de l'Irak en 2003.

## Historique
À l'origine ces bâtiments sont conçus principalement comme bâtiments de lutte ASM de zone.
En 2005, ils sont reclassés CVA (Carrier heaVier Assault) pour tenir compte de leur nouvelle mission à savoir la lutte contre objectifs terrestres (?). Cette nouvelle mission est liée au retrait des Sea Harrier/Harrier GR.9. À partir de cette date, le HMS Invincible est placé en réserve.

## Guerre des Malouines
Avant 1982, le groupe aérien du HMS Invincible se composait uniquement d'hélicoptères anti-sous-marins Sea King HAS.5 et d'avions Sea Harrier FRS.1. En général, neuf Sea King et quatre ou cinq Sea Harrier étaient embarqués. Cela était dû au fait que la mission initialement envisagée pour les navires était de fournir le cœur des groupes de hunter-killers ASW dans l'Atlantique Nord pendant la guerre froide. Dans ce contexte, l'arme principale du porte-avions n'était pas ses avions de chasse, mais ses hélicoptères ASW. Les avions étaient à bord pour abattre les avions de patrouille maritime soviétiques occasionnels qui se faufileraient autour du navire et de ses escortes.
La guerre des Malouines a changé cette posture, car elle a prouvé que la Grande-Bretagne devait conserver la capacité d'utiliser la puissance aérienne des porte-avions dans son rôle traditionnel de projection, à la fois sur terre et contre les flottes ennemies. La guerre des Malouines a vu le HMS Invincible et le HMS Hermes, plus grand et plus ancien, remplis à pleine capacité avec des Sea Harrier et sa variante d'attaque au sol Harrier GR3 de la Royal Air Force, ainsi que des hélicoptères ASW. Les Harriers de la RAF se sont avérés être une aberration temporaire à l'époque, mais un ajout permanent au groupe aérien habituel a été fait en raison des leçons apprises pendant la guerre : la version Sea King AEW2A (alerte avancée aéroportée). Le HMS Illustrious a transporté les premiers exemplaires du type AEW lorsqu'il a été précipité vers le sud au lendemain de la guerre des Malouines pour relever le HMS Invincible de sa garde autour des îles.
Au lendemain des Malouines, le groupe aérien typique était composé de trois Sea King AEW, neuf Sea King HAS et huit ou neuf Sea Harrier FRS. L'analyse des performances du Sea Harrier pendant la guerre a conduit à la nécessité d'une mise à niveau, dont l'approbation a été accordée en 1984. Le Sea Harrier FA2 est entré en service en 1993 et déployé sur le HMS Invincible en Bosnie-Herzégovine en 1994. Le FA2 était équipé du radar Blue Vixen qui a été décrit comme l'un des radars doppler à impulsions les plus avancés de l'époque. Le FA2 emportait l'AIM-120 AMRAAM. La version finale du Sea Harrier FA2 a été livrée le 18 janvier 1999.
D'autres améliorations ont été apportées à la classe Invincible au cours des années 1980 et au début des années 1990, notamment pour augmenter l'angle de sortie du tremplin à 12° sur les HMS Invincible et HMS Illustrious pour correspondre à celui du HMS Ark Royal.

## Programme de construction
| Nom             | no de coque | Chantier naval   | Signature du contrat | Mise en chantier | Lancement         | Accepté        | Mise en service   | Fin de carrière | Estimation du coût de construction |
| --------------- | ----------- | ---------------- | -------------------- | ---------------- | ----------------- | -------------- | ----------------- | --------------- | ---------------------------------- |
| HMS Invincible  | R05         | Vickers, Barrow. | 17 avril 1973,       | 20 juillet 1973  | 3 mai 1977        | 19 mars 1980   | 11 juillet 1980   | 3 août 2005     | 185 500 000 £                      |
| HMS Illustrious | R06         | Swan Hunter      | Mai 1976             | 7 octobre 1976   | 1er décembre 1978 | 18 juin 1982   | 20 juin 1982      | 28 août 2014    | 215 400 000 £                      |
| HMS Ark Royal   | R07         | Swan Hunter      | Décembre 1978        | 14 décembre 1978 | 2 juin 1981       | 2 juillet 1985 | 1er novembre 1985 | 11 mars 2011    | 332 900 000 £                      |